# Vilouta (Lugo)
Vilouta (llamada oficialmente Santa Mariña de Vilouta) es una parroquia española del municipio de Becerreá, en la provincia de Lugo, Galicia.

## Organización territorial
La parroquia está formada por dos entidades de población:
- Vilouta de Abaixo
- Vilouta de Arriba

## Demografía
| Gráfica de evolución demográfica de Vilouta entre 2000 y 2019 |
|                                                               |
| Datos según el nomenclátor publicado por el INE.              |